# Broby äng
Broby äng är ett kommunalt naturreservat i Hallsbergs kommun i Örebro län.
Området är naturskyddat sedan 1992 och är 3 hektar stort. Reservatet består av lundartad lövskog och en mindre äng.